# Charlotta Stern
Anna Eva Charlotta Stern, även kallad Lotta Stern, född 9 december 1967, är en svensk sociolog. Hon utnämndes 2019 till professor i sociologi vid Stockholms universitet med inriktning mot organisation och arbete, och är sedan 2021 verkställande direktör för det tvärvetenskapliga forskningsinstitutet Ratio – Näringslivets forskningsinstitut.

## Biografi
Charlotta Stern disputerade år 1999 med avhandlingen The dynamics of social movements: essays on competition and diffusion, och har därefter huvudsakligen ägnat sig åt forskning relaterad till arbetsmarknad.
År 2017 blev hon ansvarig för arbetsmarknadsprogrammet vid det tvärvetenskapliga forskningsinstitutet Ratio, Näringslivets forskningsinstitut, med forskning bland annat om lönebildning, anställningsskydd, kompetensförsörjning via rekrytering och karriärvägar. Hon blev i september 2021 verkställande direktör för Ratio.
Stern har i sin forskning funnit att sociologiska forskningsartiklar endast undantagsvis tar forskning om biologiska skillnader på allvar, och att det vore önskvärt att bli bättre på att särskilja mellan skillnader och ojämlikhet. Hon har bland annat 2018 utvecklat dessa tankar i en poddföreläsning i regi av Heterodox Academy med titeln "Gender Sociology's Problems".
Stern är (2024) Stockholms universitets representant i organisationen Academic Rights Watch.
Sterns publicering har (2024) enligt Google Scholar ett h-index på 20 och drygt 2 600 citeringar.